# Gaspar Vaz da Cunha
Gaspar Vaz da Cunha, conhecido como o Oiguara ("cão feroz") ou ainda como Jaguara ou o Jaguaretê, foi um bandeirante paulista. Desbravou a região da serra da Mantiqueira entre 1700 a 1715, em busca de caminho para as Minas de Itagiba (atual Itajubá). Originário da cidade de Taubaté , foi juiz ordinário e de orfãos e recebeu sesmaria nesta cidade em 1700. Capitão Gaspar Vaz da Cunha foi homenageado com uma estátua na cidade de Campos do Jordão.